# 圣母升天主教座堂 (瑟勒斯)
圣母升天主教座堂（The Cathedral of the Assumption）是天主教卡舍尔暨埃姆利总教区的主教座堂位于爱尔兰蒂珀雷里郡瑟勒斯，早期教堂的遗址上，那是 瑟勒斯唯一的罗马天主教教堂。

## 历史
英国宗教改革以后，许多教区的资产，包括位于卡瑟尔岩的主教座堂，均归与爱尔兰圣公会。大多数信奉罗马天主教的人不得不在其他地方进行礼拜。罗马教廷任命的主教詹姆斯·巴特勒二世（1774–91）也搬离卡舍尔，迁往瑟勒斯。此后，由罗马任命的主教必须躲避皇室的势力。这种状况一直持续到18世纪晚期，严厉的刑法放松。
1857年，总主教帕特里克•莱希透露他的计划，要建造一座配得上总教区的主教座堂，来取代一直用作镇上堂区教堂的那座“大型小堂”（Big Chapel）。1865年新教堂开工，这是一座令人印象深刻的罗马复兴式建筑，其立面模仿了意大利比萨主教座堂，1879年6月21日由总主教托马斯•克罗克祝圣。
1721年，爱尔兰圣公会 也关闭了位于卡瑟尔岩的历史悠久的主教座堂。1784年建成新的乔治时代建筑圣施洗约翰座堂。
- Altar
- Tabernacle
- Altar to Mary
- East Transept Tabernacle
- Nave
- Nave
- Nave towards east
- Altar to Christ